# Junior League World Series 2006
Die Junior League World Series 2006 war die 26. Austragung der Junior League Baseball World Series, einem internationalen Baseballturnier für Knaben zwischen 13 und 14 Jahren. Gespielt wurde wie jedes Jahr in Taylor, Michigan.

## Teilnehmer
Die zehn Mannschaften bildeten eine Gruppe aus fünf Mannschaften aus den Vereinigten Staaten und eine Gruppe aus fünf internationalen Mannschaften.
| Vereinigte Staaten                     | International                             |
| -------------------------------------- | ----------------------------------------- |
| Upper Deerfield, New Jersey Region Ost | Jakarta, Indonesien Region Asien-Pazifik  |
| Alexandria, Virginia Region Süd        | Ramstein AFB, Deutschland Region EMEA     |
| El Campo, Texas Region Südwest         | Ottawa, Ontario Region Kanada             |
| Pearl City, Hawaii Region West         | Maracaibo, Venezuela Region Lateinamerika |
| South Bend, Indiana Region Zentral     | Guaymas, Sonora Region Mexiko             |

## Ergebnisse
Die Teams wurden in zwei Gruppen eingeteilt. Jeder spielte gegen Jeden in seiner Gruppe, die beiden Ersten spielten gegeneinander den Finalplatz aus.

### Vorrunde

#### Gruppe Vereinigte Staaten
| Platz | Region  | W | L | %     |
| ----- | ------- | - | - | ----- |
| 1.    | Südwest | 3 | 1 | 0.750 |
| 2.    | West    | 3 | 1 | 0.750 |
| 3.    | Ost     | 2 | 2 | 0.500 |
| 4.    | Zentral | 1 | 3 | 0.250 |
| 5.    | Süd     | 1 | 3 | 0.250 |

| Datum      | Zeit  | Begegnung | Begegnung | Begegnung | Ergebnis |
| ---------- | ----- | --------- | --------- | --------- | -------- |
| 13. August | 14:45 | Ost       | –         | Süd       | 6:1      |
| 13. August | 20:15 | Südwest   | –         | West      | 9:0      |
| 14. August | 11:00 | Zentral   | –         | Ost       | 3:4      |
| 14. August | 17:00 | Süd       | –         | Südwest   | 11:9     |
| 15. August | 14:00 | Ost       | –         | West      | 4:5      |
| 15. August | 20:00 | Zentral   | –         | Süd       | 7:4      |
| 16. August | 17:00 | Südwest   | –         | Zentral   | 5:1      |
| 16. August | 20:00 | Süd       | –         | West      | 7:8      |
| 17. August | 14:00 | Zentral   | –         | West      | 1:5      |
| 17. August | 20:00 | Ost       | –         | Südwest   | 0:10     |

#### Gruppe International
| Platz | Region        | W | L | %     |
| ----- | ------------- | - | - | ----- |
| 1.    | Lateinamerika | 4 | 0 | 1.000 |
| 2.    | Mexiko        | 3 | 1 | 0.750 |
| 3.    | Kanada        | 1 | 3 | 0.250 |
| 4.    | EMEA          | 1 | 3 | 0.250 |
| 5.    | Asien-Pazifik | 1 | 3 | 0.250 |

| Datum      | Zeit  | Begegnung     | Begegnung | Begegnung     | Ergebnis |
| ---------- | ----- | ------------- | --------- | ------------- | -------- |
| 13. August | 12:00 | Asien-Pazifik | –         | EMEA          | 8:10     |
| 13. August | 17:30 | Kanada        | –         | Mexiko        | 2:7      |
| 14. August | 14:00 | Kanada        | –         | Asien-Pazifik | 4:3 (8)  |
| 14. August | 20:00 | Mexiko        | –         | Lateinamerika | 0:6      |
| 15. August | 11:00 | EMEA          | –         | Mexiko        | 3:6      |
| 15. August | 17:00 | Lateinamerika | –         | Kanada        | 6:1      |
| 16. August | 11:00 | Kanada        | –         | EMEA          | 13:3     |
| 16. August | 14:00 | Asien-Pazifik | –         | Lateinamerika | 0:11     |
| 17. August | 11:00 | Mexiko        | –         | Asien-Pazifik | 2:3      |
| 17. August | 17:00 | EMEA          | –         | Lateinamerika | 1:13     |

### Finalrunde

#### Klassierungsrunde
| Datum      | Zeit | Begegnung         | Begegnung | Begegnung   | Ergebnis |
| ---------- | ---- | ----------------- | --------- | ----------- | -------- |
| 18. August |      | IN5 Asien-Pazifik | –         | US5 Süd     | ?:?      |
| 18. August |      | IN4 EMEA          | –         | US4 Zentral | ?:?      |
| 19. August |      | IN3 Kanada        | –         | US3 Ost     | 8:9      |

#### Playoff
|  | US und Intern. Finale | US und Intern. Finale |                   |   | Weltmeisterschaft | Weltmeisterschaft |
|  |                       |                       |                   |   |                   |                   |
|  | IN1 Lateinamerika     | 4                     |                   |   |                   |                   |
|  | IN2 Mexiko            | 6                     |                   |   |                   |                   |
|  | 18. August            |                       |                   |   |                   |                   |
|  |                       |                       | 19. August        |   |                   |                   |
|  | IN2 Mexiko            | 1                     |                   |   |                   |                   |
|  |                       | US1 Südwest           | 2                 |   |                   |                   |
|  |                       |                       |                   |   |                   |                   |
|  | Spiel um Platz drei   |                       |                   |   |                   |                   |
|  | 18. August            | 18. August            | IN1 Lateinamerika | ? |                   |                   |
|  | US1 Südwest           | 4                     | US2 West          | ? |                   |                   |
|  | US2 West              | 0                     |                   |   | 19. August        | 19. August        |

## Weblink
- Offizielle Webseite der Junior League World Series